# Мако довгоплавцева
Мако довгоплавцева (Isurus paucus) — акула з роду Isurus родини Оселедцеві акули.

## Опис
Загальна довжина досягає 4,3 м, зазвичай 2,5 м при вазі 70 кг. Зовнішністю схожа з акулою-мако. Голова довга. Морда загострена. Очі великі, без мигальної перетинки. Вони доволі чуйні до світла. Рот доволі великий. На верхній щелепі розташовано 24-26 рядків зубів, на нижній — 22-26. Нижні зуби стирчать з-під закритої пащі. Зуби великі, трикутної форми, гладенькі. У неї 5 пар довгих зябрових щілин. Тулуб стрункий, обтічний. Луска овальної форми, з 3-7 горизонтальними зубчиками. Грудні плавці довгі, довжина у 3 рази більше за ширину їх основи. Має 2 спинних плавця, з яких передній більше за задній. Передній спинний плавець довгий, з округлим кінчиком. Розташовано позаду грудних плавців. Задній спинний плавець розташовано навпроти маленького анального плавця. Хвостовий плавець серпоподібний.
Забарвлення спини коливається від темно-синього до сірувато-чорного. Черево має білий колір. У грудних та черевних плавцях кінчики білуваті, верхня частина темніше за загальний фон.

## Спосіб життя
Тримається на глибинах від 50 до 250 м, зазвичай до 200 м. Є пелагічною рибою. Живиться невеличкою костистою рибою, зокрема рибою-меч, і кальмарами.
Статева зрілість у самців настає при розмірі 2 м, самиць — 2,5 м. Це живородна акула. Самиця народжує 2 акуленят завдовжки 97-120 см.

## Розповсюдження
Мешкає в Атлантичному океані: від східного узбережжя США до Куби, південної Бразилії та від Піренейського півострова до Гани, зокрема в Середземному морі; в Індійському океані: біля узбережжя Мозамбіку, Мадагаскару, Коморських островів; в Тихому океані: в акваторії Японії, Тайваню, в Мікронезії, біля північно-східного узбережжя Австралії, Каліфорнії.